# Classification des voiries en Belgique
La classification des voiries en Belgique est la répartition des voiries selon leur fonction et l'entité responsable de leur gestion. 

## Classification globale
Depuis la fédéralisation de la Belgique, les Régions ont autorité sur les voiries situées sur leur territoire, notamment pour déterminer quelles voiries relèvent ou non de leur responsabilité. Chaque région gère et exploite son propre réseau principalement constitué de :  
- voiries à flux important de véhicules :  
  - autoroutes[1], "rings" et bretelles ;
  - routes pour automobiles, aussi désignées routes ou voies express[1],[2],[3],[4] ;
  - routes ou voies rapides[1],[4] ;
  - routes régionales ou "Nationales"[1] ;
- voies navigables, dont les cours d'eau navigables et les canaux navigables ;
- certaines voies vertes, dont le réseau RAVeL[1] en Wallonie.

Les Communes ont à leur charge les autres voiries situées sur leur territoire à l'exception des voiries privées. On y retrouve des :   
- rues, ruelles, impasses ;
- pistes forestières et agricoles publiques ;
- routes mineures et non-classifiées ;
- accès aux bâtiments publics.

Les voiries privées sont gérées par leur propriétaire, qu'il s'agisse d'un individu, une entreprise ou encore une association. Il s'agit essentiellement de voiries nécessaires pour accéder à leur propriété ou pour mener leurs activités.
Les parkings et leurs accès constituent un cas particulier au sens où ils peuvent être gérés par n'importe laquelle de ces entités.

## Gabarits et contraintes
Le gabarit et le contraintes propres à chaque type de voirie sont directement liés à l'usage qui leur est destiné:
- Une voirie favorisant la circulation verra généralement une plus grande largeur, moins d'intersections et plus d'aménagements de sécurité.
- Une voirie favorisant l'accès sera généralement d'un gabarit plus réduit avec une réduction de la limitation de vitesse et connaîtra plus d'intersections.

### Autoroutes et rings
Les autoroutes et les "rings" autoroutiers (ceintures périphériques) sont constitués d'au moins deux voies dans chaque direction séparées par une "berme centrale" (terre-plein central) le plus souvent boisée. Le tout est bordé de part et d'autre d'une bande d'arrêt d'urgence équipée d'une glissière de sécurité.
L'accès est réservé aux véhicules automoteurs suffisamment rapides qui ne peuvent y pénétrer ni en sortir qu'en des endroits spécialement destinés à cet effet. Les entrées sont signalées par un panneau F bleu ou vert.
|  |

### Bretelles
Les bretelles, au sens de la classification belge, sont des voiries destinées à relier les autoroutes aux routes moins importantes. Leur gabarit est intermédiaire entre celui d'une autoroute et celui de la route qu'elle doit desservir. 
Lorsque leur longueur dépasse celle d'un simple échangeur, elles deviennent des routes à part entière et reçoivent leur propre numéro. 

### Routes pour automobiles ou routes / voies express
| Panneau F9 belge · Panneau F11 belge |

Les routes pour automobiles, aussi désignées par routes ou voies express (à ne pas confondre avec les routes ou voies rapides), sont similaires aux autoroutes et sont définies par les panneaux F9 et F11 du Code de la Route. Elles sont constituées de deux chaussées séparées par une "berme centrale" et comportent en général au moins deux voies dans chaque direction, mais ne nécessitent pas tous les aménagements requis pour les autoroutes dont elle ne partagent pas non plus le statut juridique.
L'accès y est également limité aux véhicules automoteurs suffisamment rapides qui ne peuvent y accéder qu'en des endroits spécialement aménagés. Au contraire des autoroutes, elles peuvent s'interrompre ou se terminer par une intersection ou un "rond-point" (carrefour giratoire), auquel cas on considère qu'il ne s'agit plus d'une route express (usage du panneau F11).

### Routes ou voies rapides
Les routes ou voies rapides (à ne pas confondre avec les routes ou voies express), possèdent en général deux chaussées séparées à plusieurs voies, permettant un grand flux de véhicule, mais peuvent connaître des carrefours à niveau. L'accès des riverains est possible, quoique limité aux habitations préexistantes.

### Routes régionales ou Nationales
Les routes régionales ou "Nationales" sont généralement constituées d'une voie pour chaque direction. Elles sont la plupart du temps séparées par un simple marquage au sol autorisant ou non selon la situation son franchissement.

## Limitations de vitesse
| F1b · F3b |

En Belgique, comme dans la plupart des pays, les limites de vitesse sont plus élevées sur les routes plus larges et mieux sécurisées, et plus faibles sur les routes plus étroites ou présentant plus de risques (obstacles, piétons, intersections, pente importante...).
Ainsi, on trouve les limites suivantes en conditions normales:
- 120 km/h sur les autoroutes et les routes pour automobiles ou voies express;
- 90 km/h sur les autres routes dont l'état le permet hors agglomération indiquée par les panneaux F1 et F3. Il s'agit de la vitesse maximale autorisée par défaut par le code de la route belge;
- 50 km/h en agglomération sauf spécifié;
- 30 km/h dans les zones signalées, notamment autour d'écoles et dans certains quartiers.

En plus de ces limites, on peut également trouver tout un éventail de limitations utilisées ponctuellement lorsque la configuration de la voirie l'exige ou le permet.
Il convient de rappeler que ces limitations s'abaissent en cas de danger, qu'il s'agisse de pluie, brouillard, obstacle, travaux, accident ou tout autre perturbation temporaire.

## Numérotation
Les routes régionales ("nationales"), les autoroutes, les bretelles et les "rings" autoroutiers possèdent leur propre système de numérotation et leur propre cartouche. 
Ces systèmes de numérotations ont été instaurés avant le transfert des compétences routières aux Régions mais ont été conservés et étendus, évitant ainsi de nombreuses confusions. De même, les routes régionales étaient appelées "Nationales" et cet usage s'est perpétué; leur numérotation commence toujours par un "N".
Un grand nombre de routes majeures belges dont 95% des autoroutes sont également des routes européennes. Elles comportent un numéro européen blanc sur fond vert  en plus de leur numérotation nationale. 
| Numéro | Numéro           | Cartouche      | Signification                                                     | Signification                                                     | Signification                                                 | Exemples | Exemples | Remarque |
| ------ | ---------------- | -------------- | ----------------------------------------------------------------- | ----------------------------------------------------------------- | ------------------------------------------------------------- | -------- | -------- | --- |
| R      | 0 à 9            | Noir sur blanc | Rings                                                             | principaux.                                                       | principaux.                                                   |          | R0       | Le R7 n'existe pas mais est débattu.                                                                                     |
| R      | 10 à 99          | Noir sur blanc | Rings                                                             | secondaires.                                                      | Le 1er chiffre est un indicatif provincial.                   | R43      | R43      | |
| A      | 1 à 12 (sauf 11) | Noir sur blanc | Autoroutes                                                        | radiales, partant du ring de Bruxelles en sens horaire.           | radiales, partant du ring de Bruxelles en sens horaire.       | E411     | A4 E411  | Les A5, A6, A9 et A11 n'ont jamais été construites telles qu'envisagées. A11 a de plus été réattribué à un autre projet. |
| A      | 11 et 13 à 54    | Noir sur blanc | Autoroutes                                                        | secondaires, reliant deux villes majeures ou deux autoroutes.     | secondaires, reliant deux villes majeures ou deux autoroutes. | E17      | A14 E17  | |
| A      | 100 à 999        | Noir sur blanc | Autoroutes                                                        | locales.                                                          | Le 1er chiffre est un indicatif provincial.                   |          | A201     | |
| B      | 101 à 999        | Noir sur blanc | Bretelles reliant une autoroute à une route de gabarit inférieur. | Bretelles reliant une autoroute à une route de gabarit inférieur. | Le 1er chiffre est un indicatif provincial.                   |          | B501     | |
| N      | 1 à 9            | Blanc sur bleu | Routes nationales                                                 | radiales, partant de Bruxelles en sens horaire.                   | radiales, partant de Bruxelles en sens horaire.               |          | N7       | |
| N      | 10 à 90          | Blanc sur bleu | Routes nationales                                                 | principales reliant les grandes villes hors Bruxelles.            | principales reliant les grandes villes hors Bruxelles.        |          | N50      | |
| N      | 11 à 99          | Blanc sur bleu | Routes nationales                                                 | principales de niveau provincial.                                 | Le 1er chiffre est un indicatif provincial.                   |          | N95      | |
| N      | 100 à 999z       | Blanc sur bleu | Routes nationales                                                 | secondaires.                                                      | Le 1er chiffre est un indicatif provincial.                   | N281     | N281     | La lettre minuscule finale est principalement utilisée en cas de dédoublement.                                           |
| N      | 100 à 999z       | Blanc sur bleu | Routes nationales                                                 | secondaires.                                                      | Le 1er chiffre est un indicatif provincial.                   | N830b    |          | La lettre minuscule finale est principalement utilisée en cas de dédoublement.                                           |

Les indicatifs provinciaux correspondent à :    
1. Province d'Anvers
2. Ancienne province du Brabant : provinces de Brabant flamand et Brabant wallon, et Région de Bruxelles-Capitale
3. Province de Flandre-Occidentale
4. Province de Flandre-Orientale
5. Province de Hainaut
6. Province de Liège
7. Province de Limbourg
8. Province de Luxembourg
9. Province de Namur

### Cas des autres routes
- Les voies express (routes pour automobiles) et voies rapides partagent la numérotation de la route qu'elle prolonge. Ainsi la plupart sont numérotées comme des nationales et certaines sont numérotées comme des autoroutes (surtout des bretelles).
- Il existait auparavant des routes provinciales[6] "P" qui étaient similaires aux routes régionales et gérées par les Provinces. Elles ont été transférées aux Régions ou  aux Communes[réf. souhaitée] et renumérotées en conséquence, telle la P19 P19 Troine - Houffalize devenue .
- Les rues ne faisant pas partie d'une route régionale sont des routes communales et ne possèdent pas de numérotation. En revanche toutes les rues se voient attribuer un nom postal.
- Les voiries privées peuvent recevoir une nomenclature par leur propriétaire ou si les services anti-incendie l'exigent mais elle n'a de valeur qu'en usage interne.

## Historique

### En Wallonie
L'arrêté ministériel du 11 août 1994 répartit les voies publiques de la Région wallonne en catégories fonctionnelles comme tel :
- Le réseau à grand gabarit (RGG) qui se subdivise en:
  - RGG I: autoroutes;
  - RGG II: routes pour automobiles, aussi nommées routes express;
  - RGG III: autres voies rapides.
- Les autres voies publiques sont réputées faire partie du réseau interurbain (RESI):
  - RESI 1: liaisons régionales;
  - RESI 2: réseau périurbain;
  - RESI 3: réseau urbain.

Fin 2009, le Gouvernement wallon a réparti les voiries régionales en deux réseaux différents : le réseau structurant et le réseau non-structurant.
L'arrêté du Gouvernement wallon du 30 janvier 2014 abroge l'arrêté ministériel de 1994 tout en reprenant les types prédéfinis dans sa nouvelle classification:
- Les autoroutes, réservées exclusivement à la circulation des véhicules automoteurs;
- Les routes régionales, comprenant:
  - les routes pour automobiles;
  - les autres voies rapides;
  - les voies publiques faisant partie du réseau interurbain.
- voies ouvertes exclusivement aux usagers non motorisés.